# Charlot dans le parc
Pour plus de détails, voir Fiche technique et Distribution.
Charlot dans le parc (titre original : In the Park)  est une comédie burlesque américaine réalisée par Charlie Chaplin, sortie le 18 mars 1915. Le film a été tourné dans la ville de San Francisco en Californie, notamment dans le Golden Gate Park.

## Synopsis
Charlot se promène dans un parc. Dans ce même parc, un pickpocket peu discret vole le sac à main d'une dame accompagnée de son fiancé, le comte. Puis il tente de voler Charlot, qui en profite pour récupérer le sac à main.
Charlot décide alors de vendre le sac-à-main à un homme, mais le pickpocket revient et lui réclame l'objet, ce qui attire un policier. Après une bagarre générale à coup de briques, Charlot s'éloigne et décide d'offrir le sac à une jolie fille, qui s'avère être la fiancée de l'acheteur.
De son côté, la victime du vol quitte son fiancé. Celui-ci, désespéré, souhaite se suicider en se jetant dans le lac. Il demande alors de l'aide à Charlot, qui ne se fait pas prier pour l'envoyer dans l'eau.
L'acheteur et le policier - qui vient de comprendre ce qui s'est passé dans l'affaire du vol - rattrapent Charlot, et demandent des explications. Pour se défendre, Charlot déclenche une dispute et envoie les deux hommes dans le lac, puis s'en va après les avoir salués.

## Fiche technique
- Titre original : In the Park
  - Titres alternatifs : Charlie in the Park, Charlie on the Spree
- Titre : Charlot dans le parc
- Réalisation : Charlie Chaplin
- Assistant réalisateur : Ernest Van Pelt
- Scénario : Charlie Chaplin
- Photographie : Harry Ensign
- Montage : Charlie Chaplin (non crédité)
- Producteur : Jess Robbins
- Société de production : Essanay Studios
- Société de distribution : General Film Company (1915) - Mutual Film
- Pays de production :  États-Unis
- Langue : intertitres en anglais
- Format : noir et blanc - 35 mm - 1,33:1  -  Muet
- Genre : comédie burlesque
- Longueur : une bobine (300 mètres)
- Durée : 15 minutes
- Date de sortie : 18 mars 1915
- Licence : Domaine public

## Distribution
- Charlie Chaplin : Charlot
- Edna Purviance : la nourrice
- Leo White : le comte
- Leona Anderson : la fiancée du comte
- Bud Jamison : le petit ami de la nourrice
- Billy Armstrong : le voleur de saucisses
- Ernest Van Pelt : le vendeur de saucisses
- Lloyd Bacon : le pickpocket